# 北袖分岐点
北袖分岐点（きたそでぶんきてん）は、千葉県袖ケ浦市北袖にある、京葉臨海鉄道臨海本線の信号場。

## 歴史
- 1973年（昭和48年）3月28日：京葉久保田方面の支線開通時に袖ケ浦分岐点として開設[1]。
- 1974年（昭和49年）3月1日：北袖分岐点に改称。

## 構造
当分岐点で臨海本線と、京葉久保田駅方面への支線が分岐する。臨海本線は大きく右にカーブして北袖駅へ向かい、支線は国道16号沿いを京葉久保田駅方面に向かう。

## 周辺
- 北袖インターチェンジ - 国道16号と千葉県道300号上高根北袖線が交差するクローバー型インターチェンジ。
- 千葉県道287号袖ケ浦姉ケ崎停車場線
- 住友化学千葉工場
- ADEKA千葉工場

## 隣の駅
京葉臨海鉄道
■臨海本線
椎津駅 - 北袖分岐点 - 北袖駅
■臨海本線（支線）
北袖分岐点 - 京葉久保田駅